# Алея Гоббс
Алея Гоббс (24 лютого 1996 , Новий Орлеан, Луїзіана ) — американська легкоатлетка, що спеціалізується на бігу на короткі дистанції, срібна призерка Олімпійських ігор 2020 року.

## Кар'єра
| Рік             | Змагання                        | Місце проведення | Місце           | Дисципліна            | Результат       | Примітки        |
| Представник США | Представник США                 | Представник США  | Представник США | Представник США       | Представник США | Представник США |
| --------------- | ------------------------------- | ---------------- | --------------- | --------------------- | --------------- | --------------- |
| 2019            | Світові легкоатлетичні естафети | Йокогама, Японія | 1               | естафета 4×100 метрів | 43.27           |                 |
| 2021            | Олімпійські випробування США    | Юджин, США       | 6               | біг на 100 метрів     | 11.20           |                 |
| 2021            | Олімпійські ігри                | Токіо, Японія    | 2 (з.)          | естафета 4×100 метрів | 41.90           | [ 2 ]           |
| 2022            | Чемпіонат світу                 | Юджин, США       | 6               | біг на 100 метрів     | 10.92           |                 |
| 2022            | Чемпіонат світу                 | Юджин, США       | 1 (з.)          | естафета 4×100 метрів | 41.56           | [ 2 ]           |